# Eyüpspor
ADSWasdasdasdasd